# 克琉比斯和比同

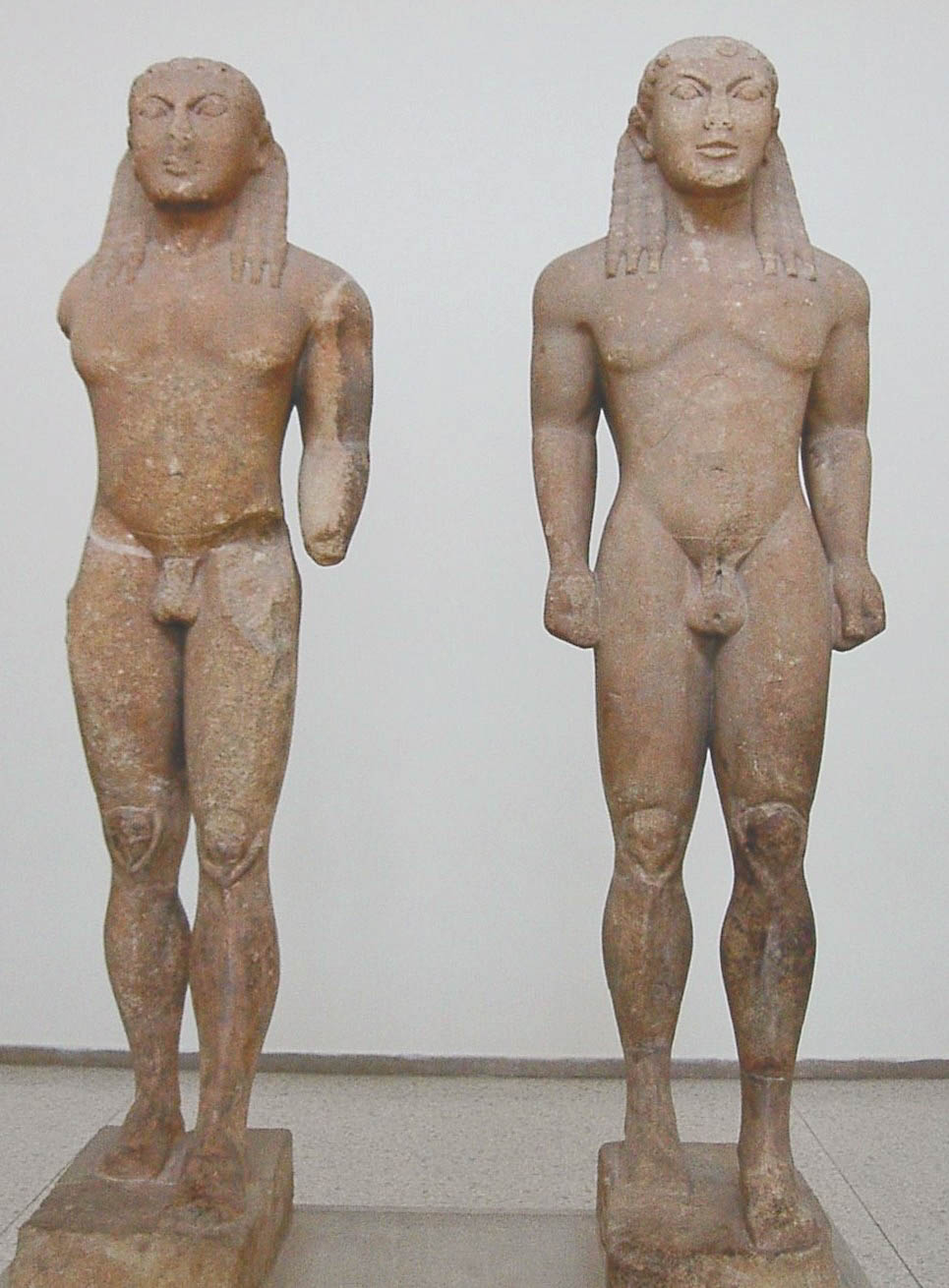
克琉比斯和比同

克琉比斯和比同（Kleobis and Biton）是希腊传说中的两个人物，他们也是两尊古风时期的希腊雕塑（kouroi）的名称，现存于德尔斐考古学博物馆。这两座雕像可以定年至约公元前580年，来自于伯罗奔尼撒的阿尔戈斯，虽然它们被发掘于德尔斐。
在希腊神话中，克琉比斯和比同是阿尔戈斯人，赫拉的祭司库狄普（Cydippe）的儿子。库狄普当时从阿尔戈斯前往阿尔戈斯赫拉神庙参加一个节日，而拉着她的大车的牛不堪重负。她的儿子们，克琉比斯和比同就拖着大车走完了全程（45 stadia，相当于8.3公里）。库狄普被他们对她和她的神明的奉献所感动，并向赫拉祈禱希望她能够给她的儿子们最好的礼物。赫拉于是谕旨让他们在睡梦中死去。这两兄弟在一次欢宴后躺在赫拉神庙中睡去，再也不曾醒来。希罗多德，故事的引述者，说阿尔戈斯的市民将一对雕像献给了德尔斐的阿波罗圣殿。